# Mani Tul·li Llong
Mani Tul·li Llong o Marc (en llatí Manius/Marcus Tullius Longus) va ser un magistrat romà del segle v aC. Formava part de la gens Túl·lia, originària d'Alba Longa.
Va ser elegit cònsol l'any 500 aC amb Servi Sulpici Camerí Cornut. Durant el seu mandat es va avortar una conspiració per restaurar als Tarquins. Va morir durant l'exercici del seu càrrec i el seu col·lega va restar sol en el consolat.